# Wołkowo (rejon rudniański)
Wołkowo (ros. Волково) – wieś (ros. деревня, trb. dieriewnia) w zachodniej Rosji, w osiedlu wiejskim Lubawiczskoje rejonu rudniańskiego w obwodzie smoleńskim.

## Geografia
Miejscowość położona jest nad Olszanką, 2,5 km od granicy z Białorusią, 9,5 km od drogi magistralnej M1 «Białoruś», przy drodze regionalnej 66N-1608 (R120 / Rudnia – Lubawiczi – Wołkowo), 22,5 km od drogi federalnej R120 (Orzeł – Briańsk – Smoleńsk – granica z Białorusią), 6,5 km od centrum administracyjnego osiedla wiejskiego (Lubawiczi), 21,5 km od centrum administracyjnego rejonu (Rudnia), 73 km od Smoleńska.
W granicach miejscowości znajdują się ulice: 1-ja Bieriegowaja, 2-ja Bieriegowaja, Miedowaja, Mołodiożnaja, Polewaja, Szkolnaja, Zielonaja.

## Demografia
W 2010 r. miejscowość zamieszkiwały 172 osoby.

## Historia
W czasie II wojny światowej od lipca 1941 roku wieś była okupowana przez hitlerowców. Wyzwolenie nastąpiło w październiku 1943 roku.